# 日干配错
日干配错（藏語：རི་རྒན་བུལ་མཚོ，威利转写：ri rgan bul mtsho，THL：Rigen Bültso）位于中国西藏自治区那曲市尼玛县境内，地处尼玛县西部，日根山南麓，供堆尼勒山东北部。湖面海拔4931米，面积39.1平方公里。湖区气候寒冷干燥，年均气温-2℃，年均降水量150～200毫米。湖水主要依靠时令河和泉水补给，集水区面积1039.9平方公里，补给系数26.6。